# Roderic Alfred Gregory
Roderic Alfred Gregory (Londra, 29 dicembre 1913 – Liverpool, 5 settembre 1990) è stato un fisiologo britannico.
Docente all'Università di Liverpool dal 1948, ha condotto approfonditi studi su istamina ed enterogastrone, ma il suo merito principale è quello di aver scoperto e descritto la struttura della gastrina.